# Бруцин
Бруцин — безбарвна, дуже гірка на смак, кристалічна речовина, за структурною будовою гетероциклічний алкалоїд, що міститься в чилібусі (блювотних горішках), яка росте на Зондських і Філіппінських островах. 
ДУЖЕ ОТРУЙНА !
Розчинність одного граму:
- у воді: 25 °C — 1,3 л; 100 °C — 750 мл
- у бензені 100 мл
- у метанолі 0.8 мл
- в етанолі 1.3 мл
- в етері 187 мл
- в етилацетаті 25 мл
- у хлороформі 5 мл

## Застосування
Важливий реагент в аналітичній хімії, а також для розділення рацемічних сумішей.
У невеликих кількостях входить до складу препаратів, що збуджують центральну нервову систему, як тонізуючий засіб при загальному спаді нервової і м'язової діяльності при гіпотонічній хворобі та багатьох інших захворюваннях.